# 死んだ男の残したものは
「死んだ男の残したものは」（しんだおとこののこしたものは）は、谷川俊太郎の作詞、武満徹の作曲による歌。ベトナム戦争のさなかの1965年、「ベトナム平和を願う市民の会」のためにつくられ、友竹正則によって披露された日本の反戦歌の1つである。

## 概要
1965年4月に東京で開かれる「ベトナム平和を願う市民の会」のために谷川が詞を書き、「明日の市民集会のために曲をつけてほしい！」と武満に作曲を依頼し、要望通り1日で武満は曲を完成させた。谷川は「メッセージソングのように気張って歌わず、『愛染かつら』のような気持ちで歌える曲にし欲しい」という手紙を添えて渡している。
バリトン歌手の友竹正則によって、1965年4月24日（資料によっては22日）御茶ノ水の全電通会館によって初披露されている。
倍賞千恵子、沢知恵、鮫島有美子、林美智子、ドミニク・ヴィス、石川セリ、高石友也、小室等、カルメン・マキ、岡村喬生、やもり（森山良子と矢野顕子）、本田路津子、夏木マリ、大竹しのぶ、藤木大地、元ちとせのように、ポピュラーからクラシックの歌手まで広く歌われている。後に、林光がピアノつきの混声合唱曲に編曲。その後、作曲者の武満自身も1984年に無伴奏の合唱曲に編曲した。これら合唱編曲も合唱団のレパートリーとして重要なものとなっている。
6節の有節歌曲である。各節で、死んだ人たちや歴史の「残したもの」が2つずつ列挙されるが、その2つ以外に残したもの、あるいは残っているものは何もない、という内容の歌である。河出書房の『日本の詩人17 谷川俊太郎詩集』（1968年）に収録されている。
1969年の森谷司郎監督の東宝映画『弾痕』で使用された。

## 高石友也版
1967年9月に発表した高石友也のアルバム『想い出の赤いヤッケ 高石友也フォーク・アルバム』にも収録されているが、1969年にシングル化したものとはバージョンが異なる。
またB面に英語詩「What the Dead Man Left Behind」を収録している。

### A面
1. 死んだ男の残したものは（その1：日本語詩）－  4分24秒
  - 編曲：林光、唄とギター：高石友也

### B面
1. What the Dead Man Left Behind / 死んだ男の残したものは（その2：英語詩）－  3分54秒
  - 作詞：George Gish, Jr.
  - 編曲・唄とギター：高石友也

### スタッフ
- ディレクター：林光
- ミキサー：四家秀次郎
- S.D.：西崎英雄
- S.E.：鈴木明
- J.D.：小島武